# (5767) Moldun
(5767) Moldun est un astéroïde de la ceinture principale.

## Description
(5767) Moldun est un astéroïde de la ceinture principale. Il a été découvert le 6 septembre 1986 à la station Anderson Mesa par Edward L. G. Bowell. Il présente une orbite caractérisée par un demi-grand axe de 2,27 UA, une excentricité de 0,19 et une inclinaison de 4,5° par rapport à l'écliptique.

## Compléments